# Jičíněves
Jičíněves – gmina w Czechach, w powiecie Jiczyn, w kraju hradeckim. Według danych z dnia 1 stycznia 2014 liczyła 570 mieszkańców.
W miejscowości jest przystanek kolejowy Jičíněves.